# Mika Söderström
Mika Söderström, född 5 augusti 1999, är en svensk tävlingscyklist som tävlar i landsvägscykling och e-cycling. Hon har tidigare även tävlat i friidrott.

## Karriär
Söderström tävlade som ung i friidrott och var en del av IFK Lidingös lag som tog brons på både 4×800 meter och 3×1 500 meter vid SM 2019 i Stockholm.
År 2020 började Söderström tävla i cykling. Vid SM 2024 i Linköping tog hon guld i damernas linjelopp. Vid SM-veckan 2025 (vinter) i Borås tog Söderström guld i e-cycling.